# آی باکلاه، آی بی‌کلاه
آی بی‌کلاه، آی باکلاه نام یکی از داستان‌ها و نمایشنامه‌های موفق غلامحسین ساعدی (گوهر مراد) است. این نمایشنامه در سال ۱۳۴۶ به کارگردانی جعفر والی و بازی عزت‌الله انتظامی، پرویز فنی‌زاده، علی نصیریان، منوچهر فرید و مهین شهابی روی صحنه اجرا شد.
غلامحسین ساعدی در این نمایش تمثیلی تلاش می‌کند نشان دهد که اگر روشن‌فکران مملکت بی‌تفاوت و منفعل باشند یا فقط حرف بزنند و به مردم دروغ بگویند، جامعه دچار انحطاط می‌شود.

## خلاصه داستان
این نمایش در دو پرده اجرا می‌شود.
در پردهٔ اول، نویسنده با نمایش مردی روی بالکن خانه‌ای متروکه در محله‌ای نوساز نشان می‌دهد که چگونه مردمی که گمان می‌کردند دزدی در خانه کمین کرده، فریب رفتار و حرف‌های مرد روی بالکن را خوردند. در این پرده، مرد روی بالکن که به خلق‌وخوی مردم آشنایی و تسلط دارد به آنان القا کرد که دزدان در خانه کمین کرده‌اند و در پایان این بخش از نمایش، مردم با دیدن پیرزنی که با عروسکی از خانه خارج می‌شود فهمیدند سرشان کلاه رفته و فریب خورده‌اند.
در پردهٔ دوم اما، این بار به‌راستی تعدادی دزد و غارتگر در همان خانهٔ متروکه پناه می‌برند و مردم با بی‌تفاوتی و بی‌عملی باعث می‌شوند مرد روی بالکن توسط دزدان غارت شود. ساعدی می‌خواهد در این پرده بگوید وقتی مردم اعتمادشان را از دست بدهند دچار بی‌عملی می‌شوند و نتیجه این‌که دزدان و غارتگران صحنه را به‌دست می‌گیرند.

## سه شخصیت مهم
پیرمرد: فردی است بسیار خرافاتی، ترسو و در آستانه جنون. می‌گوید: «من کتابای قدیمی می‌خونم، بیشتر مطالعاتم دربارهٔ علوم خفیه و اسرار غیب و این زمینه‌هاست. امشب پیش از خواب داشتم مبحثی راجع به علم جفر می‌خوندم. مبحث احضار ارواح و علوم قدیمه و معرفت‌الروح»
مرد روی بالکن: فردی است هشیار با ظاهری مست اما فریبکار. در حالی که مردم را به بازی می‌گیرد و دست می‌اندازد، صدای هشدار دهنده‌ای دارد و می‌گوید: «حالا دیگه نباید وقت تلف کرد. الان او خوابه و شماها بیدار، اسلحه‌م که دارین، الان موقعیه که باید سرنوشت محله رو تعیین بکنین، باید همت کرد و دو دست به کار شد و این هیولا را که باعث وحشت همه شده نابود کرد، یک بار تصمیم بگیرین و بعدش دیگه راحتی و آزادی.»
دکتر: فردی است به ظاهر روشنفکر و تحصیل‌کرده اما در باطن زبان‌باز و عوام‌فریب. اصلاح‌طلب است و از هر نوع انقلاب و دگرگونی‌های بنیادین وحشت دارد. می‌گوید: «به نظر بنده احتیاجات و اشکالات این محل در چند نکته خلاصه می‌شود. در درجه اول نداشتن مأمورین استحفاظی و تفکیک و تعیین محل از نظر امور انتظامی است. در درجه دوم آسفالت و ترمیم و ساختمان جاده است که مسئله رانندگی را مشکل کرده. تلفن و برق یکی دیگر از احتیاجات محل است»